# Lukes
Le récif de Lukes est un lieu traditionnel de l’État paluan de Angaur.

## Mythologie paluane
Le récif est lieu important de la mythologie paluane,. Selon celle-ci, la divinité Uchelianged vit que les Palaos n'étaient pas habités. Il fit dès lors sortir une terre entre Angaur et Peleliu. Un bénitier, Latmikaik, s'y installa et celui-ci grandit et tomba enceinte. Cependant, il ne put accoucher, par conséquent Uchelianged fit venir une tempête et des vagues qui, en secouant le bénitier, lui permit de donner naissance aux poissons. Ceux-ci devinrent si nombreux qu'Uchelianged leur ordonna de réunir du corail et des pierres afin d'atteindre la surface et le ciel. Cependant, une fois la construction finie ils ne purent atteindre le ciel car celle-ci était incliné. Latmikaik leur dit de faire tomber cette construction ce qui créa un ensemble d'îles sur lesquels les hommes purent s'installer.

## Sources